# Gülşehir

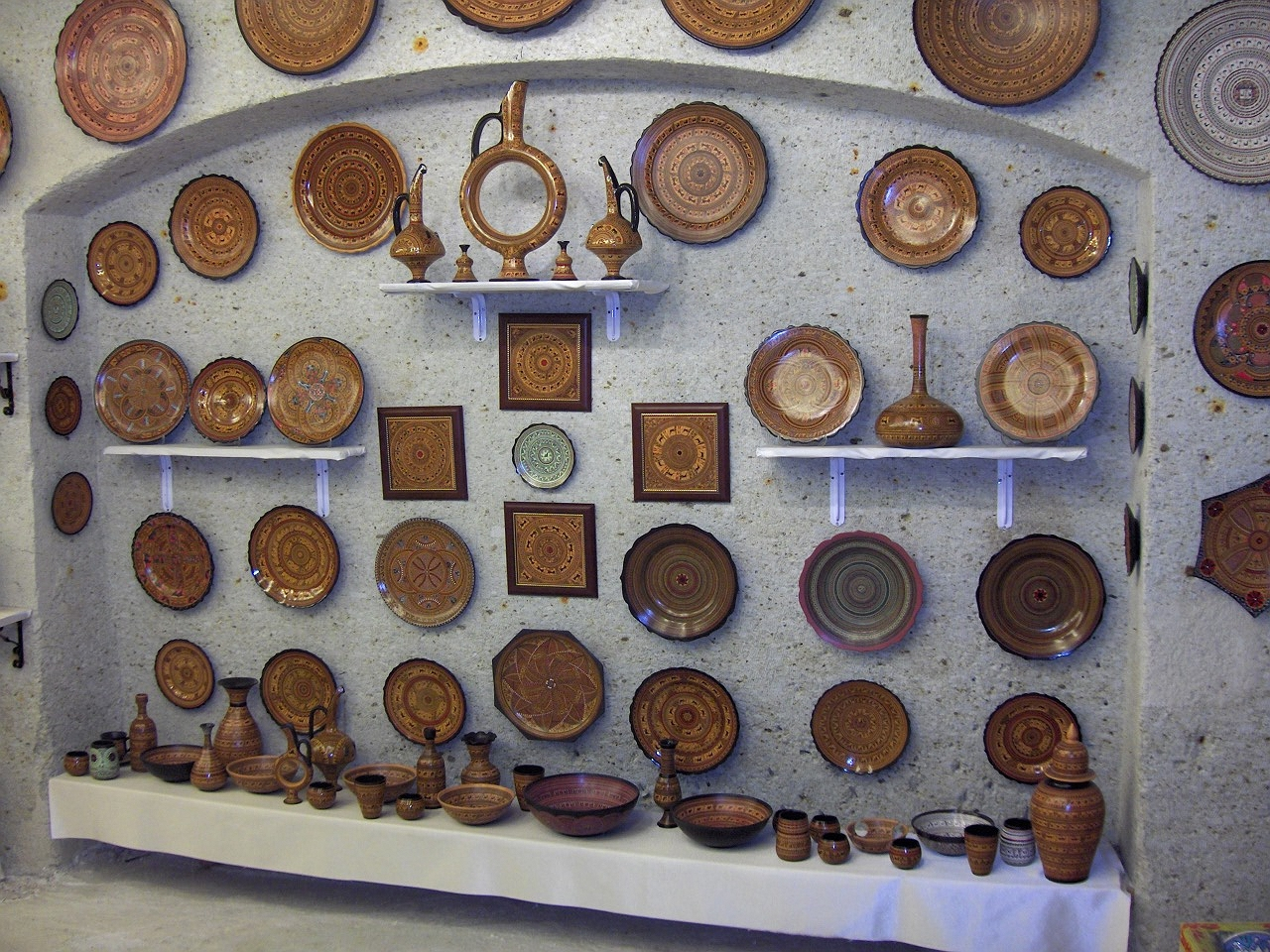
Cerâmica de Gülşehir.

Gülşehir, a antiga Arapsun e Zoropassos, é um distrito (em turco:  ilçeler) da região histórica e turística da Capadócia, pertencente à província de Nevexequir e à região administrativa da Anatólia Central da Turquia. Em 2009 a sua população era de 25 269 habitantes, dos quais 8 741 moravam na cidade.

## Introdução
A cidade de Gülşehir situa-se na margem sul do rio Hális ou Quizil Irmaque (rio vermelho), a cerca de 20 km a noroeste de Nevexequir, e a menos de 30 km do Parque Nacional de Göreme. A cidade já existia no tempo dos hititas, que lhe chamaram Zoropassos. A presença dos hititas na região é atestada ainda hoje pela existência na área de rochas e estelas com inscrições dessa cultura.
O distrito é usualmente referido como o mais verdejante da província, tendo algumas zonas de floresta, nomeadamente junto à aldeia de Eskiyaylacık. O distrito tem alguns recursos minerais, como minas de carvão , pedreiras de mármore e fontes termais.
O distrito tem cinco cidades ou vilas e 28 aldeias, se bem que muitas, principalmente as mais isoladas estejam praticamente desertas. O distrito conta com 31 escolas primárias onde cerca de 250 professores dão aulas a cerca de 4300 alunos.
O nome da cidade alternou entre o atualmente usado Gülşehir, Zoropassos e Arapsun. O nome atual, se bem que tenha sido usado oficialmente no passado, foi oficializado em 1954. Gülşehir significa "cidade das rosas" (em turco, gül é rosa e şehir é cidade). Supostamente o nome provém de um produto da região outrora famoso, a água de rosas.

## História
Os vestígios de ocupação humana mais antigos do distrito, encontrados na caverna de Civelek, que se pode considerar um dos exemplos mais antigos das famosas e peculiares cidades subterrâneas da Capadócia.. Civelek situa-se a norte de Gülşehir e os vestígios mais antigos aí encontrados datam do 5º milénio a.C.
Os hititas chamaram à região Zoropassos e tinham aí diversas fortalezas, das quais restam vestígios de pelo menos duas: Ovaören e Gökçetoprak. Nos séculos X e  IX a.C. a região esteve envolvida nas guerras com os frígios. Outros povos e culturas que passaram pela região foram os lídios, os medos, os cimérios, gregos helénicos, romanos, bizantinos, árabes, persas e finalmente turcos, começando nos seljúcidas e acabando nos otomanos.
Entre os séculos III e VIII d.C. Açıksaray  foi a capital religiosa do que na atualidade se considera usualmente a Capadócia (historicamente esta região era bem mais extensa e a sua capital, tanto administrativa como religiosa era Cesareia, a atual Kayseri). As perseguições do período iconoclasta acabaria com essa situação.
Os seljúcidas chegaram à região no final do século XI, após a grande derrota dos bizantinos na batalha de Manzicerta em 1071. A Zoropasso seljúcida era um dos centros científicos mais importantes da Anatólia. No século XIII a região esteve sob o domínio do beilhique de Mengücek, passando depois, ainda no mesmo século a fazer parte do sultanato seljúcida de Rum, durante o reinado de Caicobado I.

## Locais de maior interesse para o visitante

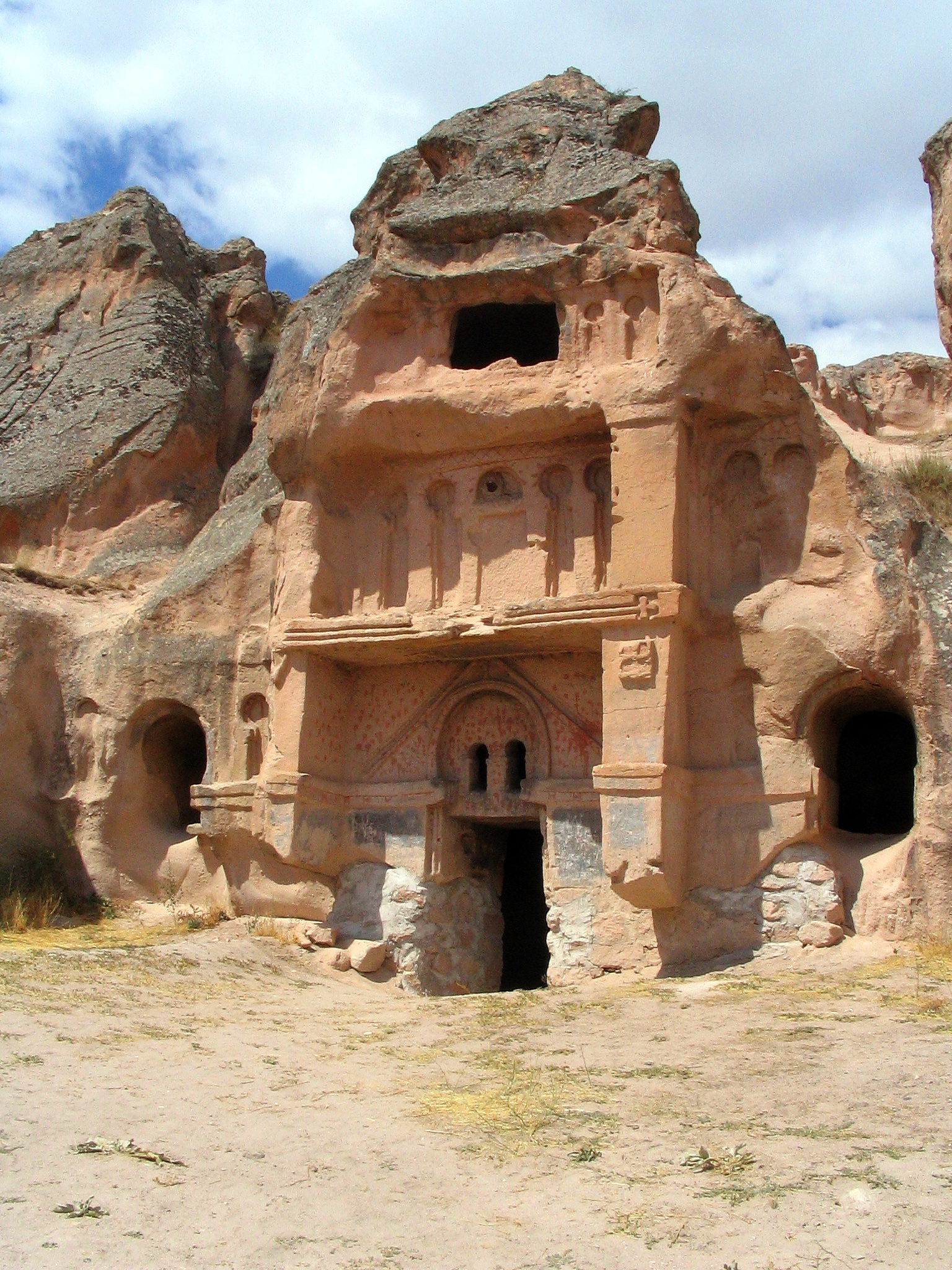
Açıksaray.

À semelhança do que o seu congénere İbrahim Paşa fez em Nevexequir, o grão-vizir otomano do século XVIII Karavezir Mehmet Seyyid Paşa dotou Gülşehir de várias infraestruturas importantes, nomeadamente uma külliye (complexo religioso e de assistência médica e social), a Karavezir Külliyesi, numa altura em que a localidade tinha apenas 30 casas. Entre as construções de Mehmet Seyyid, algumas integradas na külliye, encontram-se uma mesquita, uma escola, um madraçal (escola islâmica), uma biblioteca, um hamam (balneário turco), um han (estalagem) e seis fontes. Entre outros locais históricos dignos de nota, podem referir-se as cidades subterrâneas de Gümüşkent, Ovaören e Yeşilöz, a mesquita Kizilkaya  do século XIII, a mesquita de Caicobado de Tuzköy, do século XIV, duas mesquitas otomanas do século XVIII e uma igreja no centro de Gülşehir.
Entre as principais atrações turísticas do distrito encontram-se ainda uma olaria tradicional que funciona numa gruta artificial escavada na rocha, o vale de Çat, com as suas formações geológicas e casas escavadas na rocha, Açıksaray e a Karşı Kilise.

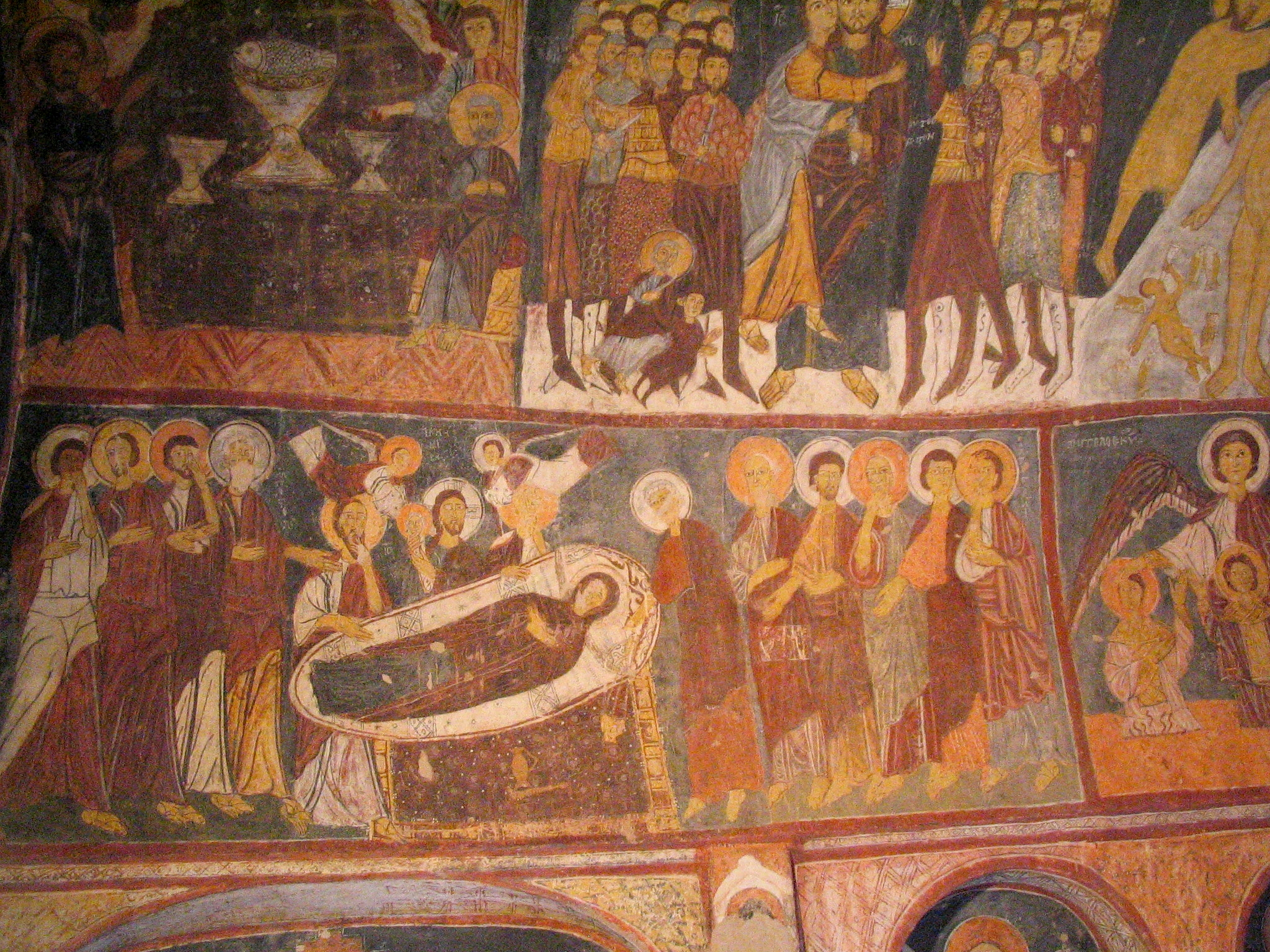
Fresco da Karşı Kilise (igreja de São João Baptista).

O Açıksaray ("palácio de fogo" ou "palácio aberto") é um conjunto de igrejas e mosteiros dos séculos originalmente do VI e VII escavados em chaminés de fada (formações geológicas de forma cónica afilada características da Capadócia) e no subsolo,   na prática uma cidade religiosa subterrânea, situada alguns quilómetros a sul de Gülşehir, perto da estrada para Nevexequir.
A Karşı Kilise (igreja de São João Baptista) é uma construção do século XIII escavada na rocha que se situa a 3 km de Açıksaray. Apresenta belos frescos nas suas paredes escuras.